# NGC 1807
NGC 1807 là một cụm sao mở  nằm trong chòm sao Kim Ngưu . Nó được phát hiện bởi nhà thiên văn học người Anh John Herschel vào năm 1832.
Cụm sao này cách Hệ Mặt Trời khoảng 400 pc (1300 ly) và ước tính khoảng 460 triệu năm tuổi. Kích thước biểu kiến của cụm là 12,0 vòng cung phút và vì khoảng cách của nó là không xác định nên không thể ước tính kích thước thực của nó.